# Tønsberg, caleta
Tønsberg, caleta är en vik i Antarktis. Den ligger i Sydorkneyöarna. Argentina och Storbritannien gör anspråk på området.